# آریل ایکس
آریل ایکس (انگلیسی: Ariel X؛ زاده ۱۵ مهٔ ۱۹۸۰) نام حرفه‌ای یک بازیگر پورنوگرافی اهل ایالات متحده آمریکا است. وی در آغاز در سال ۲۰۰۳ مدلی آماتور بود. سپس در سال ۲۰۰۵ در حدود سن ۲۵ سالگی شروع به بازی در فیلم‌های بزرگسالان نمود. از آن زمان وی در ۲۸۱ فیلم حضور داشته است.

## زندگی شخصی
وی گفته که ترجیح می‌دهد با زنان قرار ملاقات بگذارد اما یک بار عاشق یک مرد شد: «من رنان را دوست دارم اما برای فرد مناسب دگرجنسگرا خواهم شد.» وی همچنین گفته که «قلبش برای ارتباط با یک مرد یا زن بسته نیست» اما در فیلم‌های هاردکور فقط با زنان شرکت خواهد کرد.